# Фамцикловір
Фамцикловір — синтетичний противірусний препарат з групи нуклеозидних аналогів для перорального застосування. Фамцикловір розроблений швейцарською компанією «Novartis», яка випускає його під торговою маркою «Фамвір».

## Фармакологічні властивості
Фамцикловір — синтетичний противірусний препарат з групи нуклеозидних аналогів, що є пероральним попередником пенцикловіру. Механізм дії препарату полягає в утворенні активного метаболіту — пенцикловіру трифосфату, що інгібує фермент вірусів — ДНК-полімеразу — та гальмує синтез вірусної ДНК. До препарату чутливими є вірус герпесу людини, цитомегаловіруси, вірус вітряної віспи та вірус Епштейна — Барр.

### Фармакокінетика
Фамцикловір швидко всмоктується, після першого проходження через печінку перетворюється на пенцикловір. Максимальна концентрація препарату в крові досягається через 45 хвилин. Біодоступність препарату (по пенцикловіру) складає 77%. Фамцикловір та пенцикловір погано зв'язуються з білками крові. Немає даних, чи препарат проникає через гематоенцефалічний бар'єр. Препарат проникає через плацентарний бар'єр. Немає даних, чи виділяється фамцикловір в грудне молоко, але встановлено, що препарат виділяється в молоко тварин. Фамцикловір метаболізується в організмі лише до пенцикловіру та його біохімічного попередника — 6-дезокси-пенцикловіру. Виводиться препарат з організму нирками у вигляді незміненого пенцикловіру та 6-дезокси-пенцикловіру. Період напіввиведення препарату становить 2 години, період напіввиведення з клітин становить 7—20 годин. При нирковій та печінковій недостатності період напіввиведення препарату може збільшуватись.

## Показання до застосування
Фамцикловір застосовується для лікування хворих з оперізуючим лишаєм, у тому числі форми з ураженням очей та у хворих із ослабленим імунітетом; а також для лікування хворих із генітальним герпесом.

## Побічна дія
При застосуванні фамцикловіру спостерігаються наступні побічні ефекти:
- З боку шкірних покривів та алергічні реакції — часто (1—10%) висипання на шкірі, свербіж шкіри; нечасто (0,1—1%) кропив'янка, набряк Квінке; із невідомою частотою лейкоцитокластичний васкуліт, синдром Стівенса-Джонсона, синдром Лаєлла.
- З боку травної системи — часто (1—10%) нудота, блювання, діарея, болі в животі; рідко (0,01—0,1%) холестатична жовтяниця.
- З боку нервової системи — дуже часто (більше 10%) головний біль; часто (1—10%) запаморочення4 нечасто (0,1—1%) сонливість, сплутанвсть свідомості; рідко (0,01—0,1%) галюцинації.
- З боку серцево-судинної системи — рідко (0,01—0,1%) серцебиття.
- Зміни в лабораторних аналізах — часто (1—10%) підвищення рівня активності амінотрансфераз в крові, підвищення рівня білірубіну в крові; рідко (0,01—0,1%) тромбоцитопенія.

## Протипокази
Фамцикловір протипоказаний при підвищеній чутливості до препарату або пенцикловіру. З обережністю застосовують препарат при вагітності, годуванні грудьми, печінковій або нирковій недостатності. Фамцикловір не застосовують у дитячому віці.

## Форми випуску
Фамцикловір випускається у вигляді таблеток по 0,125; 0,25 та 0,5 г.